# Occoquan
La ville d’Occoquan (en anglais [ˈɒkəkwɒn]) est située dans le comté de Prince William, dans l’État de Virginie, aux États-Unis. Sa population s’élevait à 934 habitants lors du recensement de 2010, estimée à 1 076 habitants en 2017.

## À noter
Occoquan était le lieu choisi par la Walt Disney Company pour Disney's America, projet abandonné en 1997.

## Source
- (en) Cet article est partiellement ou en totalité issu de l’article de Wikipédia en anglais intitulé « Occoquan, Virginia » (voir la liste des auteurs).

1. ↑  « Population and Housing Unit Estimates » (consulté le 24 mars 2018)
2. ↑  « Census of Population and Housing », Census.gov (consulté le 4 juin 2015)